# Antonio Leopoldo Basso
Antonio Leopoldo Basso (Moltrasio, 1° marzo 1902 – Milano, 24 novembre 1976) è stato un geografo e antifascista italiano.

## Biografia
Di famiglia ligure – il fratello Lelio nasce a Varazze nel 1903 – studia a Ventimiglia e a Milano, dove consegue la licenza liceale da privatista al Liceo Ginnasio Giovanni Berchet, per laurearsi poi in lettere nel 1926 all'Accademia scientifico-letteraria e dieci anni più tardi in Giurisprudenza all'Università degli Studi di Pavia.
A Milano si dedica all'insegnamento, ai problemi della scuola e agli studi di politica internazionale; milita fra le forze antifasciste vicino al movimento di Giustizia e Libertà e poi al Partito d'Azione. Dal 1937 dirige per l'ISPI (Istituto per gli Studi di Politica Internazionale) una monumentale Enciclopedia di politica internazionale del XX secolo, che però non arriverà mai alla stampa per le vicende belliche.
Nel 1942  a Pavia sposa Lucia Mascherpa, già sua allieva, Arrestato due volte, è in carcere anche alla nascita del figlio Ugo nel marzo 1945 e sarà liberato alla vigilia del 25 aprile. L'anno dopo pone le basi per la ricostituzione a Milano della Federazione Nazionale Insegnanti Scuole Medie, di cui diventerà primo presidente, che aveva come obiettivo la qualità della scuola laica e pubblica.
Dal 1944 al 1949 collabora alla rivista Lo Stato moderno, di cui è anche vicedirettore. Dal maggio all'ottobre del 1945 è provveditore agli studi di Milano. In seguito, torna all'insegnamento, occupandosi specificamente della didattica della geografia nelle scuole secondarie superiori, in una ripensata dimensione storico-economica. Tenne svariate corrispondenze tra cui quella con il poeta armeno Hrand Nazariantz di cui ha parlato l'armenista Gabriella Uluhogian, nel suo saggio Hrand Nazariantz e Antonio Leopoldo Basso: pagine inedite di un'amicizia Per donazione delle prof.ssa Uluhogian, il carteggio è oggi custodito dal Centro Studi Hrand Nazariantz di Bari.

## Opere
- Dizionario di Cultura politica (Autas 1946)
- Paesi e popoli extraeuropei (Garzanti 1955)
- Conoscere il mondo (Principato 1965)
- Compendio di geografia dei paesi extra-europei (Garzanti 1970)
- Responsabilità della pace (Marietti 1981) [9].